# Cantó de Draveil
El cantó de Draveil és un cantó francès del departament d'Essonne, situat al districte d'Évry. Des del 2015 té 5 municipis..

## Municipis
- Draveil
- Étiolles
- Montgeron (en part)
- Saint-Germain-lès-Corbeil
- Soisy-sur-Seine

## Història
| Data d'elecció                           | Identitat                     | Partit        | Qualitat |
| ---------------------------------------- | ----------------------------- | ------------- | -------- |
| 1975-1979                                | Marcel Thévenet               | Divers droite |          |
| 1979-1998                                | Jean Tournier-Lasserve        | Divers droite |          |
| 1998-2011                                | Geneviève Izard-Le Bourg      | Divers droite |          |
| 2011-                                    | Florence Fernandez de Ruidiaz | UMP           |          |
| les dades anteriors no són pas conegudes |                               |               |          |
|                                          |                               |               |          |

## Demografia
| A partir de 1990: Població sense dobles comptes |